# 1,4-Diklór-2-nitrobenzol
Az 1,4-diklór-2-nitrobenzol szerves vegyület, képlete C6H3Cl2NO2. A számos diklór-nitrobenzol egyik izomerje, sárga színű, vízben nem oldódó szilárd anyag. 1,4-Diklórbenzol nitrálásával állítják elő, számos kereskedilmileg fontos anyag előállításának kiindulási anyaga. Hidrogénezésével 1,4-diklóranilin keletkezik. Nukleofilekkel a nitrocsoport melletti klór kicserélhető: ammóniával anilinszármazék keletkezik, vizes bázisokkal fenolszármazék, metoxiddal pedig a megfelelő anizolszármazék képződik: 4-klór-2-nitroanilin, 4-klór-2-nitrofenol, illetve 4-klór-2-nitroanizol. Egyik izomerje az 1,2-diklór-4-nitrobenzol.

## Fordítás
Ez a szócikk részben vagy egészben  a(z)   1,4-Dichloro-2-nitrobenzene című angol Wikipédia-szócikk ezen változatának fordításán alapul.  Az eredeti cikk szerkesztőit annak laptörténete sorolja fel. Ez a jelzés csupán a megfogalmazás eredetét és a szerzői jogokat jelzi, nem szolgál a cikkben szereplő információk forrásmegjelöléseként.